# Mitrella nycteis
Mitrella nycteis är en snäckart som först beskrevs av Pierre Louis Duclos 1846.  Mitrella nycteis ingår i släktet Mitrella och familjen Columbellidae. Inga underarter finns listade i Catalogue of Life.